# Вино Кобе
Вино Кобе (яп. 神戸ワイン) — японский винный бренд. Вина этого бренда производятся на винодельне при сельскохозяйственном парке Кобе в префектуре Хёго и считаются особым региональным продуктом Кобе, наряду с говядиной Кобе. С 1988 года в винной категории всемирного конкурса продовольствия Mondе Selection пять лет подряд вино Кобе получало золотые медали (награды International High Quality Trophy). В 2012 году на конкурсе вин Japan Wine Competition  несколько вин этого бренда получили бронзовые награды, а на конкурсе Japan Wine Challenge 2012 белое вино из Кобе было удостоено серебряной награды. 

## История
В рамках политики развития сельского хозяйства в городе Кобе в 1979 году был учрежден  Фонд «Ассоциация развития садоводства города Кобе», а четыре года спустя, в 1984 году, открылся сельскохозяйственный парк "Винный замок Кобе". Общегородская система сельскохозяйственного производства в целом,  и ее винодельческий сегмент в частности, получила высокую оценку и была удостоена сельскохозяйственной премии Асахи в 1990 году.

## Винодельня и произдводство вина
В 2024 году исполняется 40 лет с открытия «винодельни Кобе» при муниципальном сельскохозяйственном парке. Винодельня Кобе ежегодно производит и отправляет на продажу 400 тонн вина (чуть более 300 000 бутылок стандартного размера). Площадь винодельни - 31 гектар, что примерно соответствует восьми стадионам "Косиэн".

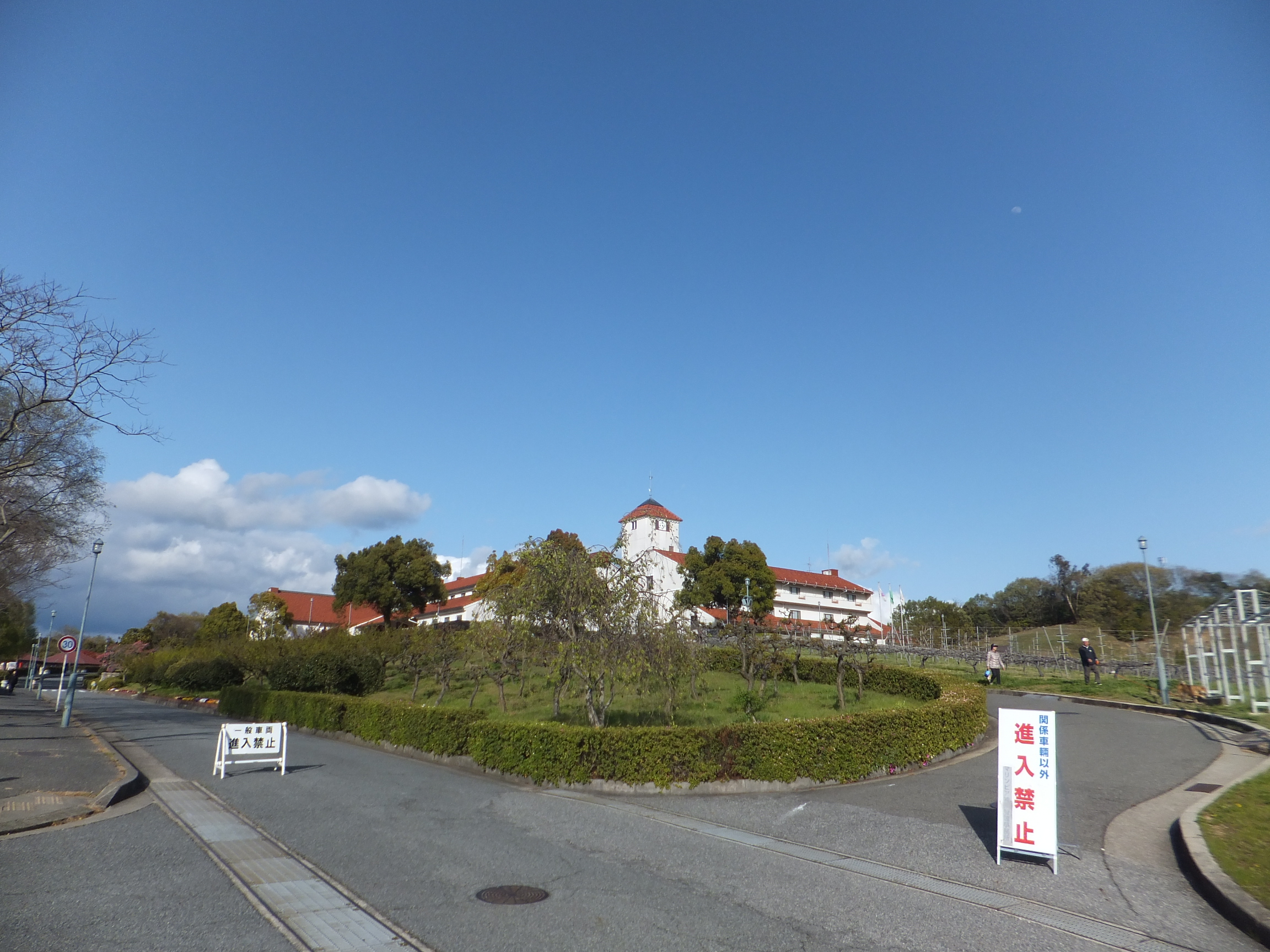
Вид на винодельню Кобе

Культивируемые сорта винограда: Каберне-совиньон, Рислинг, экспериментальные сорта. Виноград, который служит сырьём для изготовления вин бренда, относится главным образом к пяти сортам : Каберне-совиньон, Мерло, Шардоне, Рислинг и Синано-рислинг. Вино Кобе позиционируется в качестве  «японского вина», и при его производстве применяется только виноград, урожай которого собран на территории виноградника, расположенного в вышеуказанном парке. Из этого винограда тщательно изготавливается вино в соответствии со строгой системой контроля качества. От выращивания винограда до сбора урожая и процесса изготовления вина, все делается японскими специалистами с присущим им внимательностью и аккуратностью,что заметно отличает вино Кобе от бюджетной импортной продукции из разных стран.

### Основные вина-победители (2014-2017)
- «ЯПОНСКИЙ ВИННЫЙ КОНКУРС»

2014 - Золотая медаль и награда Best Value: «Курадаси вайн» Шардоне 2007 года
2016 - Серебряная медаль: «Кобе Индзи» Синано-рислинг 2015 года
- «ЯПОНСКИЙ КОНКУРС ВИН»

2016 - Серебряная медаль: «Кобе Индзи» Синано-рислинг 2015 года
(Высшая награда в категории ассамбляжей (блендов), в том числе из японских и европейских улучшенных сортов и т.д)
2017 - Золотая медаль: Bénédiction Blanc  2016 года.
　　　Серебряная медаль: Bénédiction Rouge  2015 года 
- «ПРЕМИЯ САКУРА»

2017 - Золотая медаль: «Кобе Индзи» Синано-рислинг 2015 года
　　　Серебряная медаль: «Минори» белое сладкое вино 
　　　Награда за лучшее вино с китайской едой: «Кобе Индзи» Синано-рислинг 2015 года  
2016 - Золотая медаль: «Кори-но канадэ»
2017 - Серебряная медаль: Hanayui Рислинг 2005 года